# Емил Чоп
Емил Чоп (рођ. 23. новембра 1894. Синац, Лика - 1969. Чељабинск) је био командант у октобарској револуцији.
Као аустријски војник пао у руско заробљеништво и ступио у Прву српску добровољачку дивизију али је у мају 1917. иступио из Добровољачког корпуса. Уочи октобарске револуције пришао је револуционарном покрету и 1917. постаје члан Руске комунистичке партије (бољшевика).
У Кијеву је био члан Југословенског националног савеза и организарор Југословенског одреда Црвене гарде, његов начелник штаба и командант. Са одредом учествује у борби за совјетску власт у Кијеву и Полтави. У априлу 1918. у Самари је био командант Интернационалног пука и секретар Југословенске групе Руске комунистичке партије (бољшевика).
Почетком 1919. команднт је Другог пешадијског пука 35. бригаде, крајем године командант пука у 2. дивизији 5. армије. Исткао се у борбама код Ставропоља и на петроградском фронту.